# Emanuel Sweert

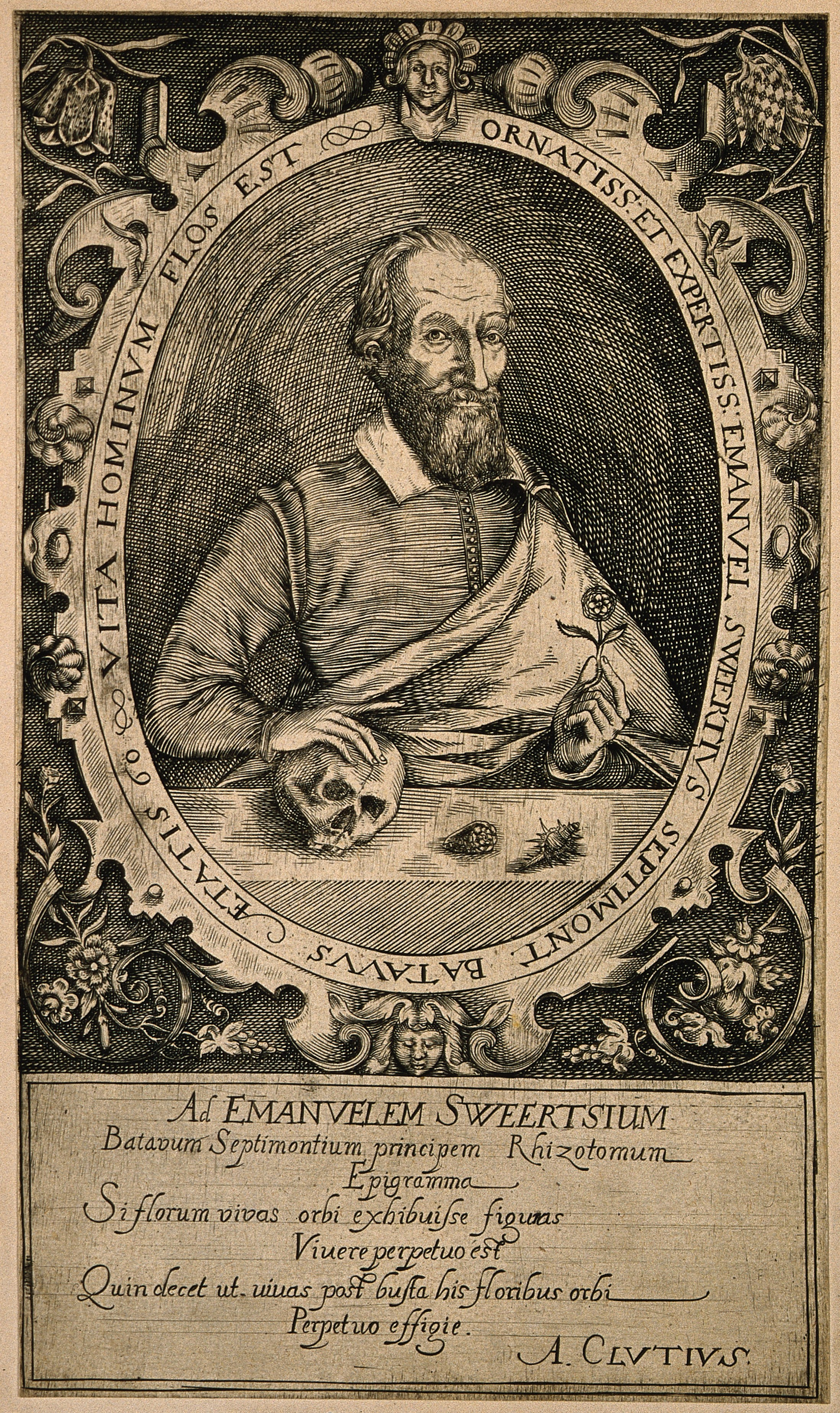
Emanuel Sweert (1612)

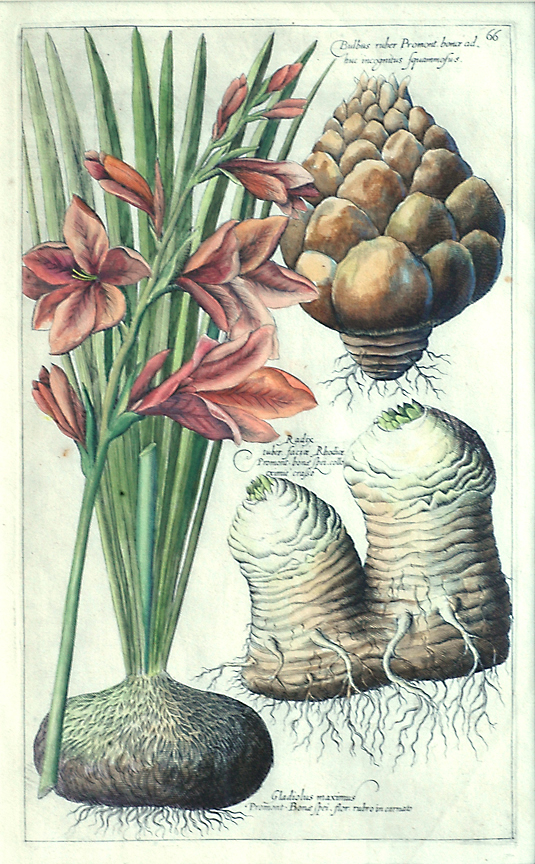
Motiv nr. 66 från Florilegium.

Emanuel Sweert, född 1552 i Zevenbergen, död 1612 i Amsterdam, var en holländsk målare och handelsman känd för publiceringen av tulpankatalogen Florilegium: Amplissimum et Selectissimum (1612).
Sweert levde i en period då nya växter från hela världen introducerades till Europa via holländska, engelska och franska fartyg. I början av 1600-talet drev han en butik för allehanda kuriositeter i Amsterdam och hade gett sig in i tulpanhandeln, bland annat vid den årliga marknaden i Frankfurt am Main. För att möta det växande intresset för växter hos allmänheten, etablerade flera köpmän plantskolor för att möta efterfrågan. Botaniska illustrationer fick plötsligt ett uppsving. Sweert förberedde sin Florilegium som en försäljningskatalog för Frankfurtmässan 1612. Bilderna som föreställer cirka 560 lökar och blommor, var från Johann Theodore de Brys Florilegium som i sin tur var baserad på Pierre Vallets. Verket blev populärt och kom att publiceras i totalt sex upplagor mellan 1612 och 1647. Sponsor för första upplagan var Sweerts tidigare kund och arbetsgivare kejsare Rudolf II av Tysk-romerska riket.